# RCC1
RCC1 (англ. Regulator of chromosome condensation 1) – білок, який кодується однойменним геном, розташованим у людей на короткому плечі 1-ї хромосоми.  Довжина поліпептидного ланцюга білка становить 421 амінокислот, а молекулярна маса — 44 969.
| 10         |  | 20         |  | 30         |  | 40         |  | 50         |
| ---------- |  | ---------- |  | ---------- |  | ---------- |  | ---------- |
| MSPKRIAKRR |  | SPPADAIPKS |  | KKVKVSHRSH |  | STEPGLVLTL |  | GQGDVGQLGL |
| GENVMERKKP |  | ALVSIPEDVV |  | QAEAGGMHTV |  | CLSKSGQVYS |  | FGCNDEGALG |
| RDTSVEGSEM |  | VPGKVELQEK |  | VVQVSAGDSH |  | TAALTDDGRV |  | FLWGSFRDNN |
| GVIGLLEPMK |  | KSMVPVQVQL |  | DVPVVKVASG |  | NDHLVMLTAD |  | GDLYTLGCGE |
| QGQLGRVPEL |  | FANRGGRQGL |  | ERLLVPKCVM |  | LKSRGSRGHV |  | RFQDAFCGAY |
| FTFAISHEGH |  | VYGFGLSNYH |  | QLGTPGTESC |  | FIPQNLTSFK |  | NSTKSWVGFS |
| GGQHHTVCMD |  | SEGKAYSLGR |  | AEYGRLGLGE |  | GAEEKSIPTL |  | ISRLPAVSSV |
| ACGASVGYAV |  | TKDGRVFAWG |  | MGTNYQLGTG |  | QDEDAWSPVE |  | MMGKQLENRV |
| VLSVSSGGQH |  | TVLLVKDKEQ |  | S          |  |            |  |            |

A: Аланін

C: Цистеїн

D: Аспарагінова кислота

E: Глутамінова кислота

F: Фенілаланін

G: Гліцин

H: Гістидин

I: Ізолейцин

K: Лізин

L: Лейцин

M: Метіонін

N: Аспарагін

P: Пролін

Q: Глутамін

R: Аргінін

S: Серин

T: Треонін

V: Валін

W: Триптофан

Кодований геном білок за функцією належить до фосфопротеїнів. 
Задіяний у таких біологічних процесах як клітинний цикл, поділ клітини, мітоз. 
Білок має сайт для зв'язування з ДНК. 
Локалізований у цитоплазмі, ядрі.